# 加文·舒克

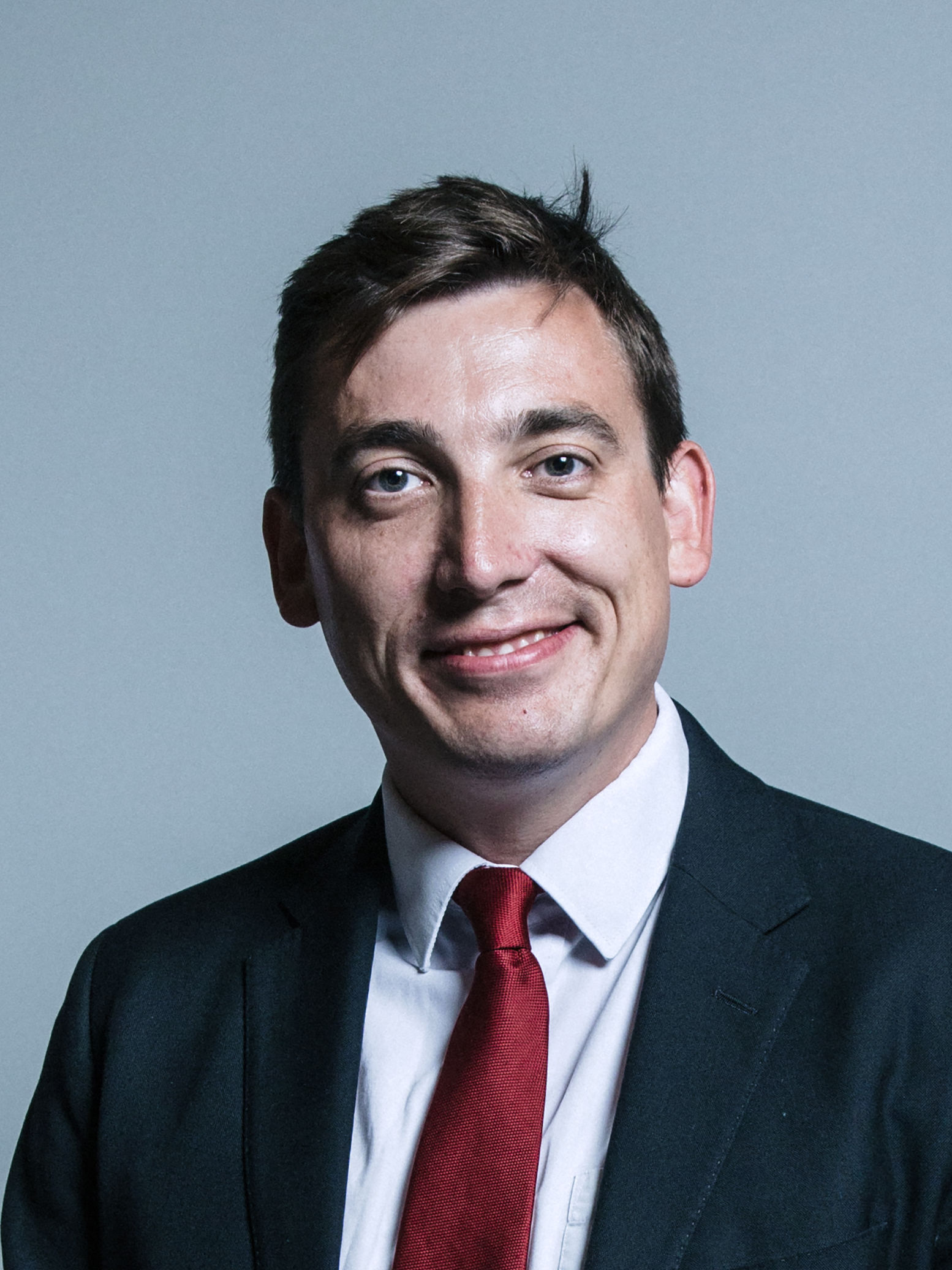

加文·舒克（Gavin Shuker，1981年10月10日—）是一位英國獨立政治人物，曾為工黨籍議員。自2010年開始，他擔任南盧頓選區選出的英國下議院議員。他是左傾基督徒集團的成員。2019年2月18日與另外6位工黨議員集體退黨，創立中間派政治組織「獨立小組」，但於3個半月後退黨。